# Герб Тульчина
Герб Тульчина затверджений рішенням сесії Тульчинської міської ради XXIII скликання.

## Опис

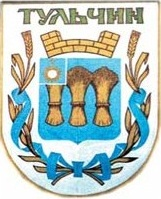
Інший варіант герба

У лазуровому щиті три золотих хлібних снопи, 2 і 1. Щит вписаний у золотий декоративний картуш і увінчаний золотою трибаштовою короною.